# Хилл, Карл Фредрик
Карл Фре́дрик Хилл (швед.  Carl Fredrik Hill, 31 мая 1849, Лунд — 22 февраля 1911, там же) — шведский живописец и график.

## Биография

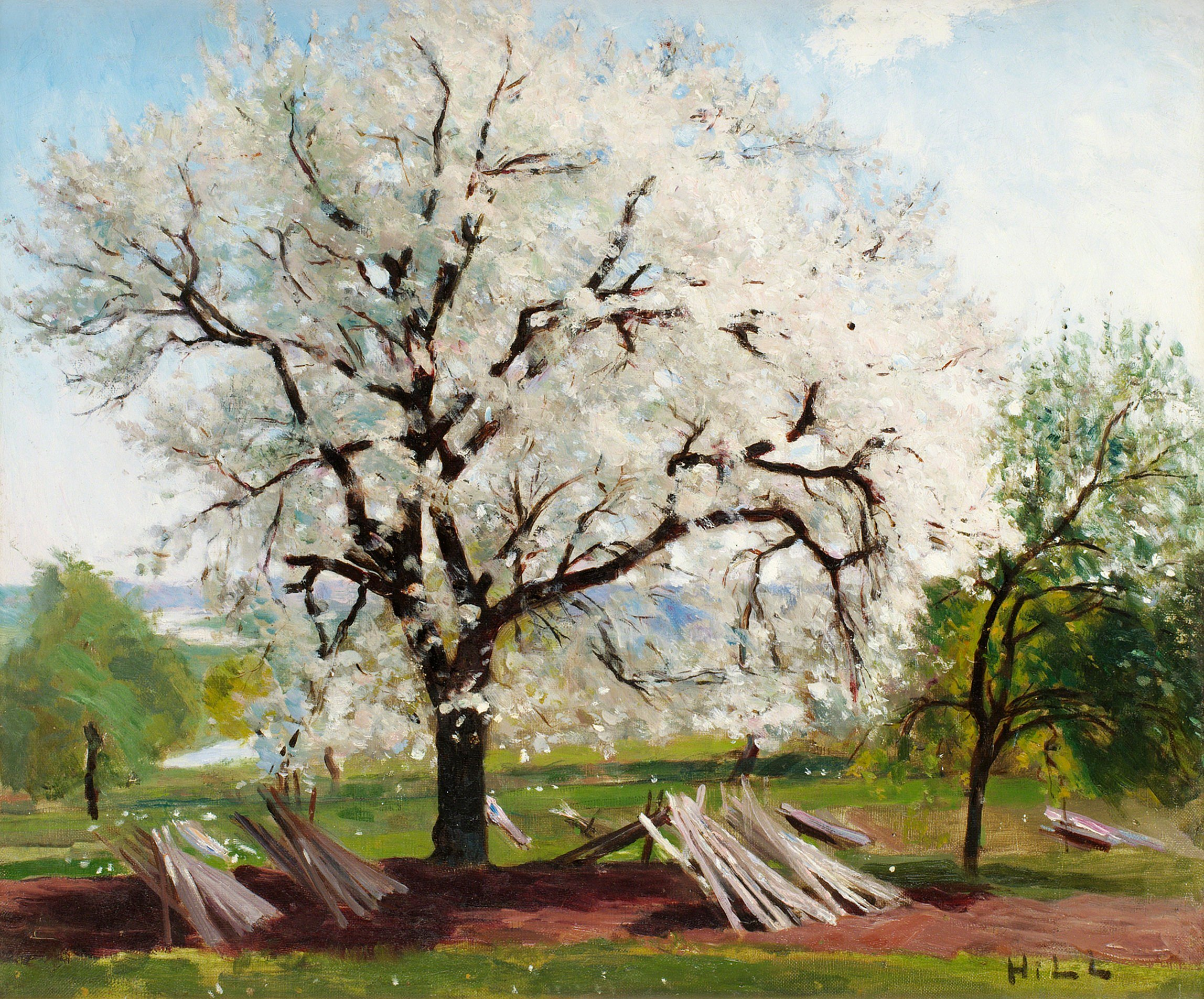
Фруктовое дерево в цвету, 1877

Сын Карла Иоганна Даниельсона Хилла, университетского профессора математики, стал заниматься пейзажной живописью против воли авторитарного отца. Учился в Лундском университете, в Стокгольмской академии художеств, затем отправился в Париж. Был близок к барбизонцам, видел образец в Коро. Работал в Барбизоне, Шампани, Нормандии. Его живопись, отличавшаяся необыкновенной энергией, не попадала на парижские Салоны, хотя её высоко ценили Макс Либерман, Михай Мункачи и др. В 28 лет пережил психический срыв, у него была квалифицирована паранойя и галлюцинаторные состояния. Два года лечился у французских (Эмиль Бланш), а после 1880 года — у шведских врачей, до самой смерти был окружён заботой матери и сестры. За несколько лет до кончины пережил второй творческий взлет.

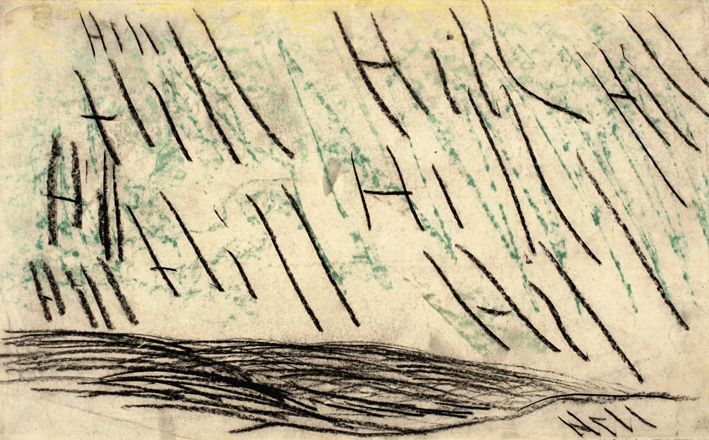
Рисунок, после 1883

## Творчество
В начале пути работал по преимуществу как живописец, во второй период — как график (занятия живописью были ему запрещены докторами). Многие его работы утрачены, но около 3,5 тысяч рисунков сохранились (около двух тысяч, вместе с 23 картинами, находятся в музее Мальмё). В его работах видят теперь предвосхищение французского авангарда 1920-х — 1930-х годов, творчества Матисса, Пикассо, Анри Мишо, ар брют. В 1949 году большая выставка работ Хилла была показана в Лондоне, Люцерне, Базеле, Женеве и Гамбурге, имела большой успех.

## Признание
Работы Хилла хранятся в музеях Мальмё, Гётеборга, в Национальном музее. Признан крупнейшим пейзажным живописцем Швеции. Его творчество повлияло на Арнульфа Райнера, Георга Базелица, Гюнтера Бруса, Пера Киркеби и др. современных художников Европы. Фигурой и творчеством Хилла глубоко интересовался Гуннар Экелёф, он посвятил ему два стихотворения.